# Kościół św. Tomasza Kantuaryjskiego w Sulejowie
Kościół świętego Tomasza Kantuaryjskiego w Sulejowie – jeden z dwóch kościołów rzymskokatolickich w mieście Sulejów, w powiecie piotrkowskim, w województwie łódzkim. Należy do dekanatu tomaszowskiego diecezji radomskiej. Znajduje się w Podklasztorzu, dawnej wsi, obecnie części Sulejowa.

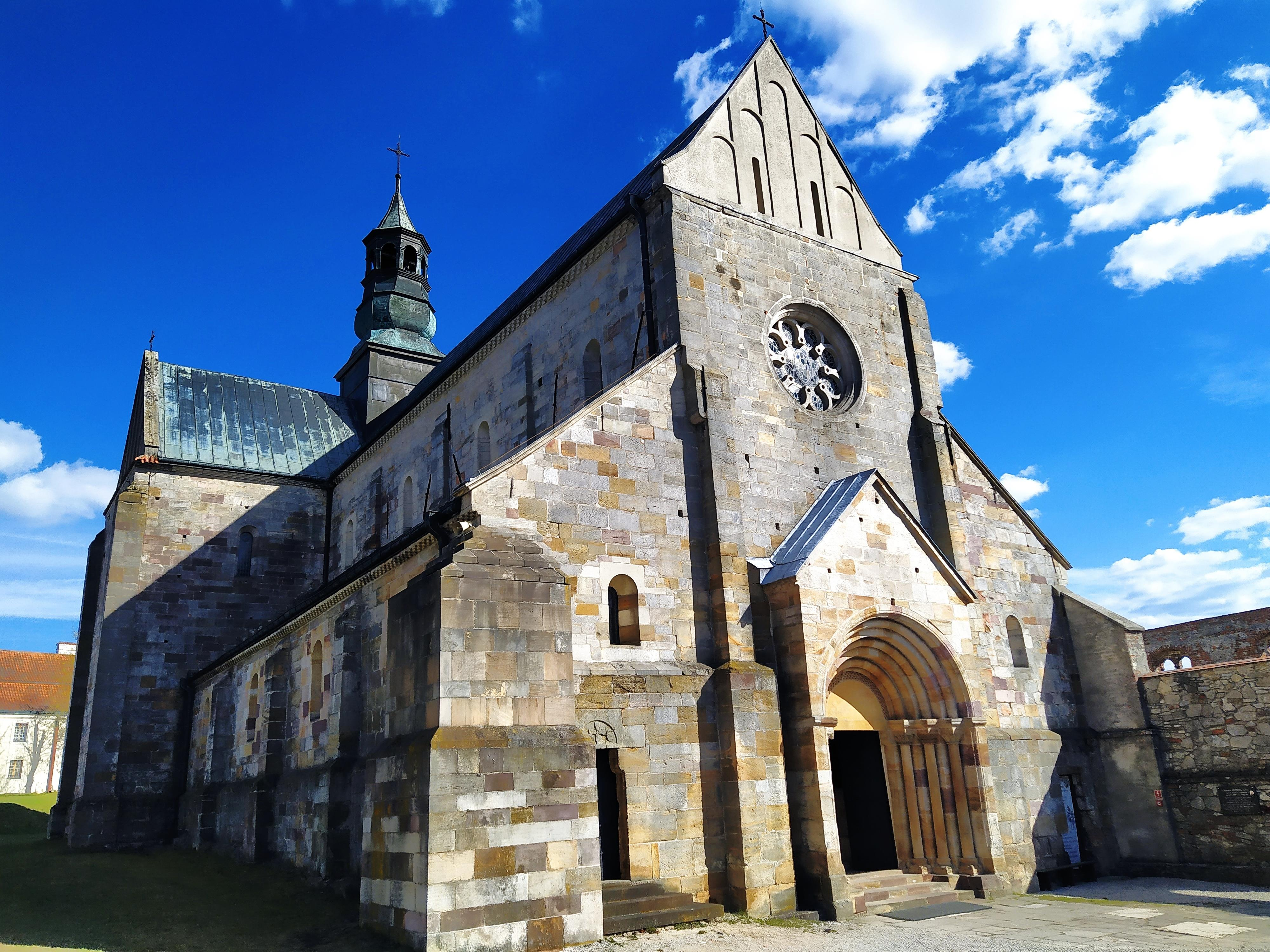
Widok od frontu

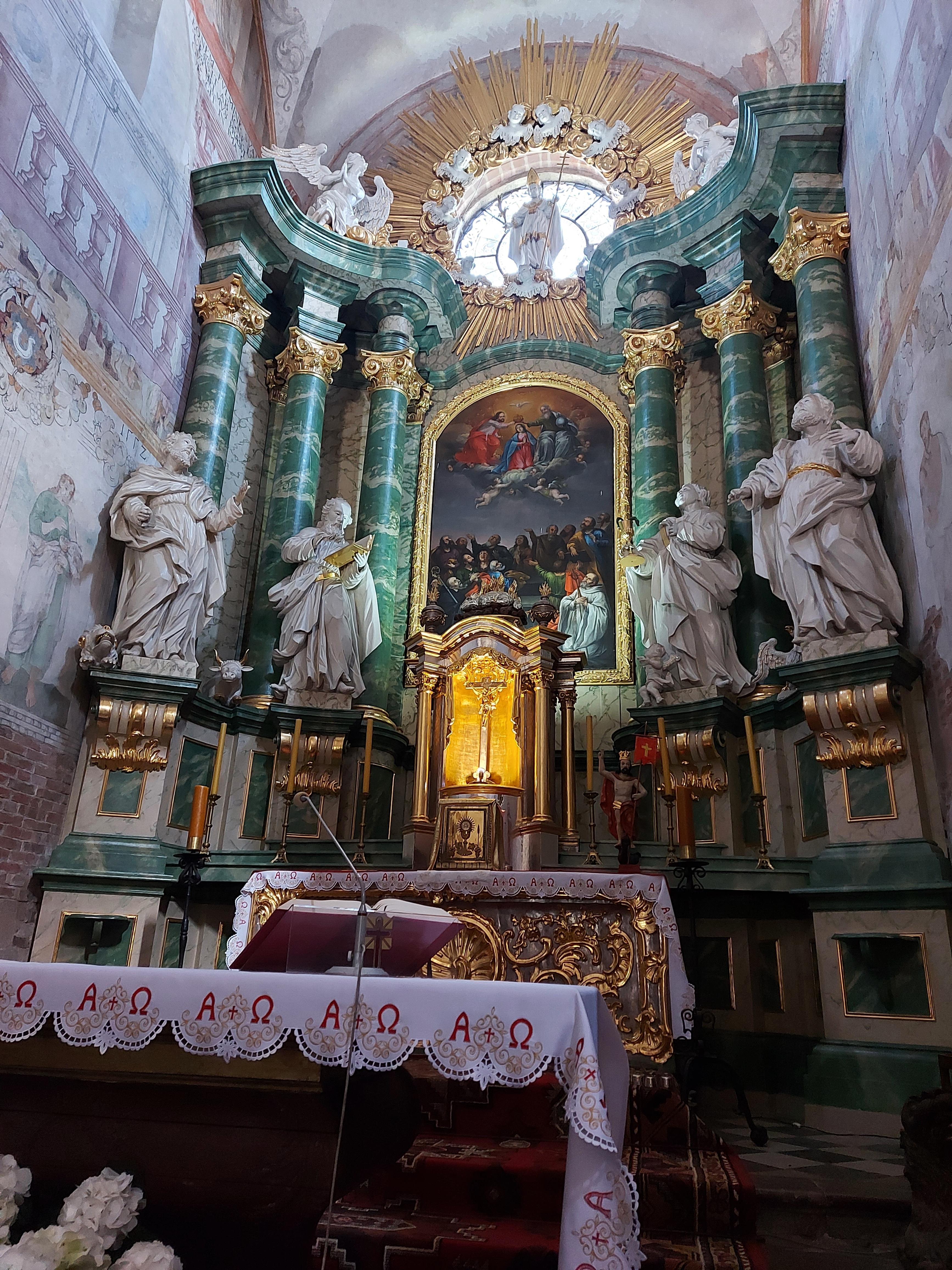
Ołtarz główny

Kościół jest częścią opactwa Cystersów. Świątynia i klasztor zostały ufundowane przez Kazimierza Sprawiedliwego w 1176 roku dla konwentu sprowadzonego z Marimond. Kościół został wybudowany przed 1232 rokiem i w tym samym roku został dedykowany. W 1790 roku świątynia została spalona. W 1847 roku kościół został ponownie zniszczony przez pożar. W latach osiemdziesiątych XX wieku stan materialny świątyni był bardzo zły i z tego powodu została zamknięta dla celów duszpasterskich i dla zwiedzających. Kościół razem z klasztorem, zabudowaniami klasztornymi i ich reliktami, a także obwarowaniami i terenem dawnych ogrodów klasztornych stanowi jeden z najcenniejszych polskich zabytków o bardzo wysokiej randze artystycznej oraz wartościach historycznych i naukowych. Kościół klasztorny prezentuje szczególną wartość artystyczną, obrazuje przełom epok w historii sztuki, stanowi bowiem doskonały przykład przejścia stylu późnoromańskiego w styl wczesnogotycki. Świadczy o tym zastosowanie sklepienia krzyżowo-żebrowego. Bryła świątyni zachowała się do dziś w pierwotnej formie. Budowla to orientowana bazylika trzynawowa z transeptem i prostokątnym prezbiterium. Nawy świątyni są nakryte wspomnianym wyżej sklepieniem krzyżowo-żebrowym. Od strony południowej do kościoła przylegał klasztor. W dniu 22 października 2012 roku rozporządzeniem Prezydenta RP kościół i klasztor Cystersów zostały wpisane na listę Pomników Historii.